# 고야마 신이치로
고야마 신이치로(일본어: 小山 伸一郎, 1978년 6월 13일 ~ )는 일본의 전직 프로 야구 선수이며, 현재 퍼시픽 리그인 도호쿠 라쿠텐 골든이글스의 1군 투수코치이다.

## 인물

### 프로 입단 전
초등학교 3학년 때 친구의 영향으로 현지의 연식 야구 팀에 입단하면서 야구를 시작, 6학년 시절에는 외야수였다. 중학교에 입학한 이후 연식 야구부에 들어가 8번·1루수로서 활약했고 이후 미에 현립 아케노 고등학교에 진학하여 처음에는 3루수였지만, 강한 어깨를 살려내는 등 1학년 여름부터 투수로 전향했다. 140 km/h를 넘는 빠른 공이 프로 야구 스카우트들로부터 주목을 받아 고교 졸업 후 1996년 프로 야구 드래프트 회의에서 주니치 드래건스로부터 1순위 지명을 받아 입단, 가쿠 겐지가 붙이고 있던 등번호 ‘33’을 받는 등 기대를 받았다. 당시 주니치의 입단 동기는 모리노 마사히코가 있다.

### 주니치 드래건스 시절
입단 후 1997년과 1998년에는 1군에서의 등판은 없었고 이듬해 1999년 6월 9일 요미우리 자이언츠전에서 데뷔 첫 1군에서의 첫 등판을 했다. 2001년에는 2군에서 최다승(10승)을 획득했고, 2002년과 2003년에는 웨스턴 리그에서 2년 연속 최우수 구원 투수상을 수상했다. 그러나 1군에서는 뚜렷한 성적을 남기지는 못했다.
2004년 시즌 종료 후 무상 트레이드로 퍼시픽 리그 신생 구단인 도호쿠 라쿠텐 골든이글스에 이적했다.

### 도호쿠 라쿠텐 골든이글스 시절

#### 2005년
라쿠텐 이적 1년째인 3월 29일 후쿠오카 소프트뱅크 호크스전(후쿠오카 돔)의 8회말에 이적 후 처음으로 등판해 무실점을 기록했다. 미야기 현지의 개막전인 4월 1일의 세이부 라이온스전에 수호신으로서 등판해 무실점 호투를 했다(세이브는 기록되지 않았음). 다음날인 세이부전(센다이)에서도 마지막 2이닝을 1안타 무실점에 호투를 하며 구단 사상 최초의 구원 승리를 기록해 팀은 이 경기에 의해 구단 사상 최초의 연승 기록이 되었다. 그러나 제구력에 많은 문제점이 노출되면서 기대 이하의 부진으로 5월 하순에는 2군으로 격하되었다.

#### 2006년
그 해에는 단 한 개의 세이브를 추가하지도 못한 채 중간 계투로 보직이 변환되면서 시즌 평균자책점이 8.56이라는 저조한 성적을 남겼다.

#### 2007년
과거 2년부터 일전하여 시즌 개막을 2군에서 맞이하는 등 2군에서의 중간 계투를 맡아 호투하였지만 1군 승격은 늦어졌고 교류전이 개막하고 나서 당초에는 중간 계투로 기용되었다. 그런데 팀의 중간 계투였던 후쿠모리 가즈오가 오른쪽 팔꿈치의 수술을 받기 위해 7월 24일을 마지막으로 전력에서 이탈하였는데 그 때문인지 후쿠모리를 대신하는 중간 계투로서 다음날인 7월 25일의 세이부전에 등판, 마지막 타자를 센터 라이너로 아웃으로 처리해 프로 데뷔 후 처음으로 세이브를 기록했다. 그 이후에는 뛰어난 안정감을 가지면서 중간 계투로 지명이 되고 난 후 12경기 연속 무실점을 기록했다. 시즌 도중부터 1군에 합류했기 때문에 등판 기회가 적었지만, 3승 1패 16세이브, 피홈런 0개, 평균자책점 0.58이라는 경이적인 성적을 남겨 라쿠텐을 최하위에서 4위로 끌어 올린 주인공 중의 1명이 되었다. 작년까지와는 투구 내용이 몰라 보게 만들 정도의 달라진 모습을 보인 시즌이었다.

#### 2008년
이듬해 시범 경기에서 기대 이하의 투구와 실점이 많아지면서 결국 2군으로 격하되는 등 개막전 최종 명단에 이름을 올리는 데에는 실패했다. 3월 29일에 1군으로 승격되면서 4월 1일의 지바 롯데 마린스전에서는 4번째 투수로 등판, 2이닝을 무실점 호투해 구원승을 거두었다. 이후 중간 계투로서 기용되었지만 불안정한 피칭이 많아져 구원 실패가 계속되는 등 한때는 패전 처리 투수로서 등판하는 일이 있었다. 그러나 시즌 후반에는 서서히 원래의 모습을 되찾아 팀내 중간 계투의 한 명으로서 끝까지 1군에 계속 남았다.

#### 2009년
그 해의 중간 계투로 지명된 가와기시 쓰요시가 부상으로 인해 등록이 말소된 후 정규 시즌인 4월 9일의 소프트뱅크전에서 시즌 첫 세이브를 올리면서 시즌 전반기에는 중간 계투를 맡고 있었지만 홈런이나 안타를 허용하는 경우가 많아 이후에는 주로 패전 처리나 롱 릴리프로 기용되었다. 후반기가 되면 점점 안정감을 늘려 결국 팀 최다의 56경기에 등판해 평균자책점은 2.97로 중간 계투진 중에서 안정된 성적을 남겼다.

#### 2010년
시즌 개막 이후 2경기째에 등판을 했지만 끝내기 폭투를 기록하여 패전 투수가 되는 불명예를 겪었다. 당초 중간 계투에는 후쿠모리, 세트 어퍼는 가와기시 쓰요시로 고야마는 롱 릴리프와 같은 역할이었지만 후쿠모리의 부진으로 전력에서 이탈했기 때문에 ‘중간 계투에는 가와기시, 셋업맨에 고야마’라는 형태가 되었다. 첫 등판이야말로 최악의 부진을 나타냈지만 그 이후에는 비교적 안정된 성적을 남기는 등 7월이 되면서 가와기시가 부진으로 인해 중간 계투진에서 제외돼 중간 계투의 보직을 맡게 되었다.
중반 이후에는 구원 투수로서 안정된 피칭을 보여준 아오야마 고지, 가타야마 히로시와 함께 ‘스리 마운텐즈’라고 불리는 강력한 중간 계투진을 형성했다. 시즌 초반부터 기대 이상의 활약을 했지만 시즌 종료 직전의 세이부전에서 등판 도중 오른쪽 팔꿈치에 통증을 호소하여 강판당했다. 그러나 팀내 최다인 55경기에 등판해 5승 4패, 15홀드, 11세이브, 평균자책점 2.41이라는 성적으로 2007년 이후 좋은 성적을 남겼다.

#### 2011년
개인 최고 성적이 되는 8승을 기록한 것 외에도 투구 이닝도 최다가 되는 68과 2/3이닝을 기록하는 등 평균자책점 2.88, 50경기 등판과 4년 연속 50경기 등판을 달성했다. 5월 22일에는 친정팀인 주니치전에서는 11년 만에 선발 등판했지만 2이닝 5실점을 기록하여 뚜렷한 결과를 남길 수는 없었다. 시즌 종료 후에 있은 재계약과 관련해서 연봉이 1억 엔에 도달했다.

## 상세 정보

### 출신 학교
- 미에 현립 아케노 고등학교

### 선수 경력
- 주니치 드래건스(1997년 ~ 2004년)
- 도호쿠 라쿠텐 골든이글스(2005년 ~ 2015년)

### 지도자 경력
- 도호쿠 라쿠텐 골든이글스(2016년 ~ 현재)

### 개인 기록

#### 첫 기록
- 첫 등판 : 1999년 6월 9일, 대 요미우리 자이언츠 10차전(도쿄 돔), 8회말에서 3번째 투수로서 구원 등판·마무리, 1이닝 무실점
- 첫 탈삼진 : 1999년 6월 10일, 대 요미우리 자이언츠 11차전(도쿄 돔), 6회말에 니오카 도모히로로부터
- 첫 승리 : 2000년 8월 9일, 대 히로시마 도요 카프 18차전(나고야 돔), 7회초에 3번째 투수로서 구원 등판, 1이닝 무실점
- 첫 홀드 : 2005년 4월 30일, 대 세이부 라이온스 7차전(풀캐스트 스타디움 미야기), 9회초에 3번째 투수로서 구원 등판, 1이닝 무실점
- 첫 세이브 : 2007년 7월 25일, 대 세이부 라이온스 15차전(굿윌 돔), 9회말에 3번째 투수로서 구원 등판·마무리, 1이닝 무실점

#### 기타
- 5년 연속 50경기 이상 등판 : 2012년 9월 19일, 대 지바 롯데 마린스 22차전(도쿄 돔)에서 달성(8회말에 2번째 투수로서 구원 등판·마무리, 1이닝 무실점)[2]

### 등번호
- 33(1997년 ~ 2004년)
- 57(2005년 ~ 2015년)
- 75(2016년 ~ 현재)

### 연도별 투수 성적
| 연 도      | 소 속      | 등 판 | 선 발 | 완 투 | 완 봉 | 무 4 구 | 승 리 | 패 전 | 세 이 브 | 홀 드 | 승 률 | 타 자 | 이 닝 | 피 안 타 | 피 홈 런 | 볼 넷 | 고 4 | 몸 맞 | 탈 삼 진 | 폭 투 | 보 크 | 실 점 | 자 책 점 | 평 자 책 | W H I P |
| ---------- | ---------- | ----- | ----- | ----- | ----- | ------- | ----- | ----- | -------- | ----- | ----- | ----- | ----- | -------- | -------- | ----- | ---- | ----- | -------- | ----- | ----- | ----- | -------- | -------- | ------- |
| 1999년     | 주니치     | 3     | 0     | 0     | 0     | 0       | 0     | 0     | 0        | --    | ----  | 30    | 6.1   | 5        | 0        | 6     | 1    | 0     | 3        | 1     | 0     | 3     | 3        | 4.26     | 1.74    |
| 2000년     | 주니치     | 29    | 3     | 0     | 0     | 0       | 2     | 4     | 0        | --    | .333  | 226   | 50.0  | 45       | 7        | 32    | 2    | 6     | 41       | 2     | 0     | 33    | 31       | 5.58     | 1.54    |
| 2001년     | 주니치     | 4     | 0     | 0     | 0     | 0       | 0     | 1     | 0        | --    | .000  | 28    | 5.2   | 8        | 0        | 4     | 0    | 0     | 4        | 0     | 0     | 4     | 3        | 4.76     | 2.12    |
| 2002년     | 주니치     | 21    | 0     | 0     | 0     | 0       | 1     | 3     | 0        | --    | .250  | 101   | 24.1  | 20       | 6        | 11    | 0    | 1     | 14       | 0     | 0     | 15    | 13       | 4.81     | 1.27    |
| 2003년     | 주니치     | 12    | 0     | 0     | 0     | 0       | 1     | 0     | 0        | --    | 1.000 | 88    | 17.1  | 18       | 2        | 15    | 1    | 4     | 13       | 3     | 0     | 18    | 18       | 9.35     | 1.90    |
| 2004년     | 주니치     | 2     | 0     | 0     | 0     | 0       | 0     | 0     | 0        | --    | ----  | 20    | 4.0   | 6        | 1        | 3     | 0    | 0     | 6        | 0     | 0     | 4     | 4        | 9.00     | 2.25    |
| 2005년     | 라쿠텐     | 30    | 0     | 0     | 0     | 0       | 1     | 2     | 0        | 1     | .333  | 186   | 42.0  | 39       | 8        | 25    | 2    | 0     | 46       | 5     | 0     | 22    | 21       | 4.50     | 1.52    |
| 2006년     | 라쿠텐     | 22    | 0     | 0     | 0     | 0       | 0     | 2     | 0        | 1     | .000  | 135   | 27.1  | 30       | 6        | 19    | 0    | 3     | 27       | 2     | 0     | 26    | 26       | 8.56     | 1.79    |
| 2007년     | 라쿠텐     | 30    | 0     | 0     | 0     | 0       | 3     | 1     | 16       | 2     | .750  | 125   | 31.0  | 20       | 0        | 13    | 2    | 1     | 27       | 1     | 0     | 3     | 2        | 0.58     | 1.06    |
| 2008년     | 라쿠텐     | 54    | 0     | 0     | 0     | 0       | 3     | 5     | 4        | 6     | .375  | 283   | 67.2  | 58       | 8        | 25    | 0    | 5     | 71       | 3     | 0     | 29    | 28       | 3.72     | 1.23    |
| 2009년     | 라쿠텐     | 56    | 0     | 0     | 0     | 0       | 1     | 4     | 5        | 6     | .200  | 267   | 63.2  | 53       | 4        | 23    | 5    | 3     | 74       | 2     | 1     | 22    | 21       | 2.97     | 1.19    |
| 2010년     | 라쿠텐     | 55    | 0     | 0     | 0     | 0       | 5     | 4     | 11       | 15    | .556  | 249   | 59.2  | 49       | 5        | 23    | 3    | 3     | 54       | 2     | 0     | 18    | 16       | 2.41     | 1.21    |
| 2011년     | 라쿠텐     | 50    | 1     | 0     | 0     | 0       | 8     | 4     | 0        | 11    | .667  | 280   | 68.2  | 53       | 5        | 22    | 1    | 3     | 51       | 2     | 0     | 27    | 22       | 2.88     | 1.09    |
| 2012년     | 라쿠텐     | 57    | 0     | 0     | 0     | 0       | 1     | 2     | 0        | 25    | .333  | 202   | 49.2  | 34       | 3        | 21    | 0    | 2     | 42       | 5     | 0     | 13    | 11       | 1.99     | 1.11    |
| 2013년     | 라쿠텐     | 45    | 0     | 0     | 0     | 0       | 1     | 4     | 0        | 16    | .200  | 197   | 45.2  | 40       | 6        | 20    | 1    | 4     | 42       | 1     | 0     | 22    | 20       | 3.94     | 1.40    |
| 2014년     | 라쿠텐     | 10    | 0     | 0     | 0     | 0       | 1     | 0     | 0        | 1     | 1.000 | 48    | 9.1   | 13       | 1        | 4     | 0    | 1     | 6        | 2     | 0     | 8     | 7        | 6.75     | 1.82    |
| 2015년     | 라쿠텐     | 1     | 0     | 0     | 0     | 0       | 0     | 0     | 0        | 0     | ----  | 1     | 0.0   | 1        | 0        | 0     | 0    | 0     | 0        | 0     | 0     | 0     | 0        | ----     | ----    |
| 통산：16년 | 통산：16년 | 481   | 4     | 0     | 0     | 0       | 28    | 36    | 36       | 84    | .438  | 2466  | 572.1 | 492      | 62       | 275   | 19   | 39    | 521      | 31    | 1     | 267   | 246      | 3.87     | 1.34    |

- 2015년 기준.
- 1997년, 1998년은 1군 출장 없음.